# Ian Clark
Ian Patrick Clark (Memphis, 7 de março de 1991) é um jogador norte-americano de basquete profissional que atualmente joga pelo New Orleans Pelicans, disputando a National Basketball Association (NBA). Não foi draftado em 2013 entrando na liga via Summer League.